# Матийово
Матийово (укр. Матійово) — село в Вилокской поселковой общине Береговского района Закарпатской области Украины.
Население по переписи 2001 года составляло 1079 человек. Почтовый индекс — 90326. Телефонный код — 03143. Занимает площадь 3,121 км². Код КОАТУУ — 2121282501.

## Известные уроженцы
- Секей, Имре (1823—1887) — венгерский композитор и музыкант.